# Válka o chorvatsko-uherskou korunu v roce 1490
Válka o chorvatsko-uherskou korunu v roce 1490 byl střet mezi příznivci nově zvoleného chorvatsko-uherského krále Vladislava II. Jagellonského na jedné straně a příznivci třetího možného kandidáta na chorvatsko-uherskou korunu arcivévody Maxmiliána I. Habsburského. 

## Úvodní okolnosti
Vladislav Jagellonský byl pro většinu maďarské šlechty vhodnějším kandidátem, neboť mu mohli stanovit řadu podmínek a omezení. Proto byl zvolen za krále. Většina slavonských pánů podporovala Jana Korvína, nemanželského syna krále Matyáše Korvína, zemřelého v roce 1490. 
Mnoho chorvatských šlechticů Vladislava II. nepodporovalo, mezi nimi např. vévoda Vavřinec Ilocký, vranský převor Bartoloměj Berislavić z Trogiru, knížata Michal Babonić Blagajský, Jan Frankopan Cetinský a Mikuláš VI. Frankopan Tržacký a další šlechtici, např. Jakub a Mikuláš Sekelští, Ivan Hlapčić, Lovro Banić (maďarsky: Bánffy) a další. 
V roce 1490 vypukla válka mezi nově zvoleným králem a arcivévodou Maxmiliánem I. Habsburským. 
Ani bezprostřední hrozba osmanského vpádu nezabránila vnitřnímu rozdělení v zemi. Situace byla velmi vážná. Chorvatští vládci vedli už šedestá let války s Osmanskou říší. Také nově zvolený král Vladislav II. vedl v letech 1443-1444 velkou tureckou válku, ale agresivní a rostoucí mocnost na východě stála za zničením Byzance a porobou dalších zemí jihovýchodní Evropy a nyní ohrožovala Uhry. 

## Konec války
Válka skončila prešpurským mírem 7. listopadu 1491. 